# Château des Quayres
Le château des Quayres est situé sur la commune de Laps, dans le département du Puy-de-Dôme en Auvergne-Rhône-Alpes (France). Ancienne propriété privée, il abrite actuellement une maison d'enfants qui héberge des mineurs placés pouvant profiter du parc.

## Localisation
Le château se trouve entre les communes de Laps et de Vic-le-Comte, entre les routes départementales D229 et D116.
Il est situé sur une proéminence entre les ruisseaux de Laps et de Pignols (affluents de l'Allier).
Le parc s'étend sur une cinquantaine d'hectares.

## Histoire
Le château remonte au XIVe siècle et tire son nom du mot occitan cayrou qui signifie « pierre ». À la veille de la Révolution française, le château est acquis par Antoinette Tinseau, veuve de François de Murat.
Les terrasses du parc datent du XVIIIe siècle et sont classées au titre des monuments historiques le 23 avril 1932,.
En 1939, le château accueille une partie des collections de la Bibliothèque nationale et universitaire de Strasbourg mises à l'abri dans le Puy-de-Dôme au début de la Seconde Guerre mondiale,.

## Galerie
Plusieurs parties du château ont été photographiées au cours de la Seconde Guerre mondiale.

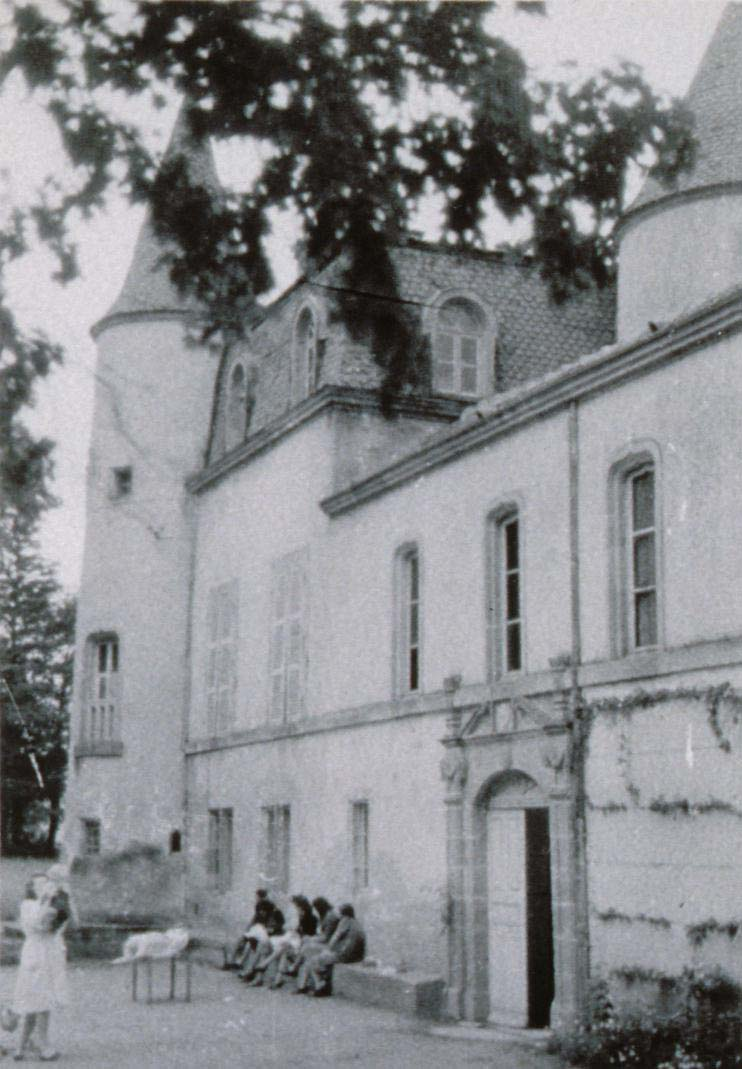
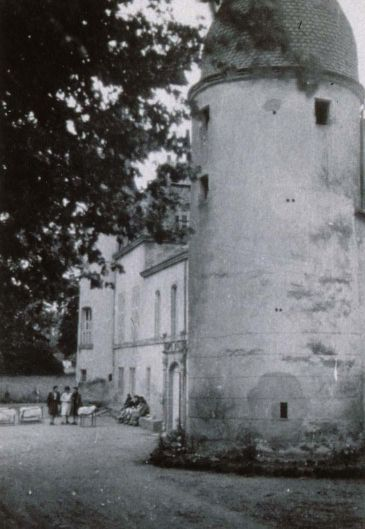
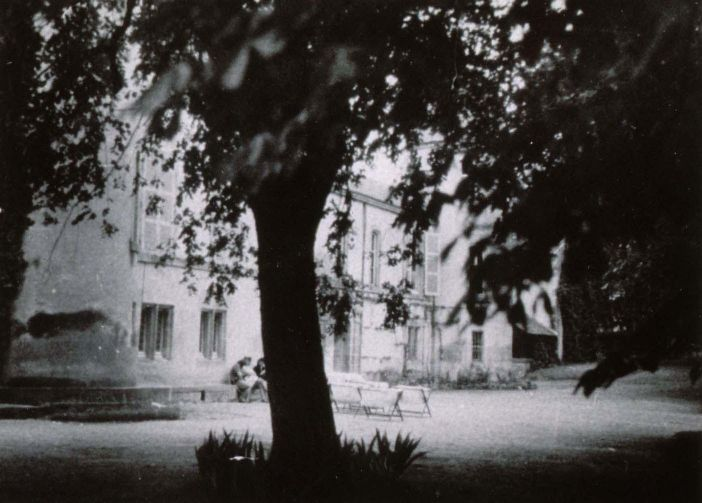
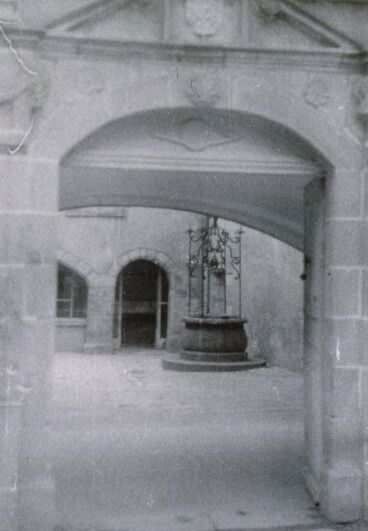
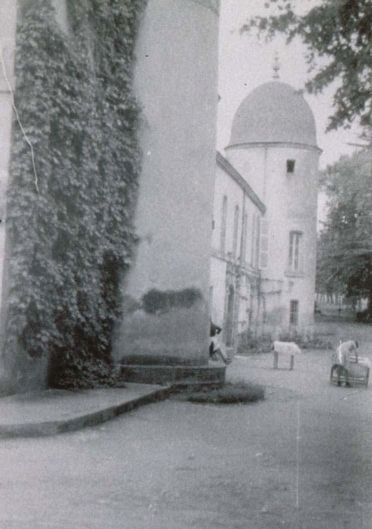